# João Martins
João Pedro Pinto Martins (ur. 20 czerwca 1982 w Lizbonie) – piłkarz angolski grający na pozycji napastnika. Od 2014 roku jest zawodnikiem klubu FC Bravos do Maquis. Posiada również obywatelstwo portugalskie.

## Kariera klubowa
Martins urodził się w Lizbonie w rodzinie pochodzenia angolskiego. Karierę piłkarską rozpoczynał w klubach Zambujalense i FC Alverca. W 2001 roku został zawodniikem SC Lourinhanense i w latach 2001–2004 grał w nim w Segunda Divisão. Następnie w sezonie 2004/2005 wrócił do FC Alverca i przez sezon grał w niej w drugiej lidze portugalskiej. W sezonie 2005/2006 występował w GD Chaves, a w sezonie 2006/2007 w GD Tourizense.
Na początku 2007 roku Martins przeszedł do rosyjskiego Sibiru Nowosybirsk. Występował w nim przez dwa lata w podstawowym składzie. W 2009 roku odszedł do łotewskiego FK Ventspils. Rozegrał w nim 4 mecze, w których strzelił 3 gole, a Ventspils został wicemistrzem kraju.
W 2010 roku Martins podpisał kontrakt z angolskim Primeiro de Agosto z Luandy. Następnie grał w Recreativo Libolo, a w 2014 roku przeszedł do FC Bravos do Maquis.
| Sezon   | Klub               | Kraj       | Rozgrywki        | Mecze | Bramki |
| ------- | ------------------ | ---------- | ---------------- | ----- | ------ |
| 2001/02 | SC Lourinhanense   | Portugalia | Segunda Divisão  | ?     | ?      |
| 2002/03 | SC Lourinhanense   | Portugalia | Segunda Divisão  | ?     | ?      |
| 2003/04 | SC Lourinhanense   | Portugalia | Segunda Divisão  | ?     | ?      |
| 2004/05 | FC Alverca         | Portugalia | Liga de Honra    | 11    | 0      |
| 2005/06 | GD Chaves          | Portugalia | Liga de Honra    | 9     | 0      |
| 2006/07 | GD Tourizense      | Portugalia | Segunda Divisão  | 10    | 1      |
| 2007    | Sibir Nowosybirsk  | Rosja      | Pierwyj diwizion | 26    | 4      |
| 2008    | Sibir Nowosybirsk  | Rosja      | Pierwyj diwizion | 28    | 3      |
| 2009    | FK Ventspils       | Łotwa      | Virslīga         | 4     | 3      |
| 2010    | Primeiro de Agosto | Angola     | Girabola         | ?     | ?      |
| 2011    | Primeiro de Agosto | Angola     | Girabola         |       |        |

## Kariera reprezentacyjna
W reprezentacji Angoli Martins zadebiutował 26 marca 2011 roku w przegranym 1:2 meczu eliminacji Pucharu Narodów Afryki 2012 z Kenią.